# Alice Torcolacci
Alice Torcolacci (Urbino, 27 febbraio 2000) è una pallavolista italiana, centrale della UYBA.

## Carriera

### Club
La carriera di Alice Torcolaccia comincia nella stagione 2015-16 in Serie B2 con il Gabicce; nell'annata successiva si traferisce all'Teodora Casadio, in Serie B1, ottenendo la promozione in Serie A2, che disputa con la stessa società, che muta denominazione in Olimpia Teodora, a partire dalla stagione 2017-18. Per il campionato 2022-23 firma per la Millenium Brescia, in serie cadetta.
Nella stagione 2024-25 viene ingaggiata dalla Megavolley, debuttando in Serie A1: resta nella stessa divisione anche per l'annata seguente, vestendo la maglia della UYBA.